# Galagoides rondoensis
Galagoides rondoensis är en primat i familjen galagoer som tidigare kategoriserades som dela av arten Galagoides zanzibaricus.

## Utbredning
G. rondoensis förekommer på 100 till 900 meter över havet i flera mindre och från varandra skilda populationer i östra Tanzania.

## Utseende
Arten är 10 till 12 cm och har en svanslängd på 19 till 22 cm. Den väger cirka 60 gram och är därmed en av de minste arterna i sitt släkte. Pälsen är gråbrun på ovansidan och buken är blekt gulaktig. Kring ögonen finns smala mörka ringar som övergår i en mörk fläck mellan ögonen och näsan. Näsans topp har en vit färg. Svansen är mera rödaktig än bålen.

## Ekologi
Habitatet utgörs av torrare skogar och buskskogar. Honor får en kull per år med en eller två ungar. Annars antas levnadssättet vara samma som hos andra galagoer.

## Status och hot
De mindre skogar där arten lever hotas av avverkning. I enstaka skogar har skyddszoner inrättats. På grund av det mycket begränsade utbredningsområde kategoriserar IUCN arten som akut hotad (CR).